# バンブーユベントス
バンブーユベントス（欧字名:Bamboo Juventus ）は、日本の競走馬。2003年の日経新春杯の勝ち馬である。
馬名の意味は、冠名＋イタリアのサッカーリーグセリアAのクラブチーム名ユベントス。

## 戦績
栗東の田島良保調教師に託され2歳夏に厩舎には入厩したが初めは骨の成長が遅く、あちこちを頻繁に痛めて3歳のうちにデビューできなかった。それでも2002年、若手の村田一誠を起用して3歳1月の新馬（京都ダート1200ｍ）でデビュー。逃げ切り勝ちを飾ると、2戦目のさわらび賞で芝を使われ、連勝を決めた。
重賞初挑戦の毎日杯（GIII）6着を挟んで、臨んだ東京優駿のトライアル競走である青葉賞（GII）では後方追走から大外に持ち出して追い込み、抜け出したシンボリクリスエスから2馬身半差の2着を確保、優先出走権を獲得した。そしてクラシック第二弾の東京優駿（GI）でも村田が続投し、勝利すればダービー最年少優勝記録更新だったが、12着で叶わなかった。秋からは幸英明が騎乗し、セントライト記念と菊花賞に臨むも12着、7着。続く12月の中日新聞杯（GIII）では古馬相手に3番人気で臨み、後方から追い込んだが同じ3歳の2番人気マイソールサウンドにクビ差届かず2着だった。
年をまたいで2004年1月、古馬初戦となる日経新春杯（GII）に参戦。四位洋文に乗り替わり、コイントスやファストタテヤマ、エアエミネムに次ぐ4番人気の支持だった。最後方の内側追走から直線にて馬場の最も内をついて進出。1番人気コイントスが好位追走から抜け出していたがそれを差し切り、半馬身差をつけて優勝。重賞初優勝、マヤノトップガン産駒初の重賞勝利を成し遂げた。この後は天皇賞（春）で父仔優勝を目指す予定だったが、右前浅屈腱炎が判明して長期休養。1年半経過した2004年8月に復帰するも、2連敗して競走馬を引退した。

## 競走成績
以下の内容は、netkeiba.comの情報に基づく。
| 競走日     | 競馬場 | 競走名           | 格      | 距離（馬場）  | 頭 数 | 枠 番 | 馬 番 | オッズ （人気） | 着順 | タイム （上がり3F） | 着差 | 騎手      | 斤量 [kg] | 1着馬（2着馬）         | 馬体重 [kg] |
| ---------- | ------ | ---------------- | ------- | ------------- | ----- | ----- | ----- | --------------- | ---- | ------------------- | ---- | --------- | --------- | ---------------------- | ----------- |
| 2002.01.27 | 京都   | 3歳新馬          |         | ダ1200m（不） | 14    | 4     | 5     | 038.9（10人）   | 01着 | R1:13.6（37.8）     | -0.4 | 0村田一誠 | 55        | （タマモヒーロー）     | 476         |
| 0000.03.03 | 阪神   | さわらび賞       | 500万下 | 芝1600m（良） | 16    | 4     | 8     | 021.90（5人）   | 01着 | R1:36.2（35.5）     | -0.3 | 0村田一誠 | 55        | （ファイトブライアン） | 462         |
| 0000.03.23 | 阪神   | 毎日杯           | GIII    | 芝2000m（良） | 15    | 1     | 1     | 008.30（3人）   | 06着 | R2:02.6（36.4）     | -0.4 | 0村田一誠 | 55        | チアズシュタルク       | 458         |
| 0000.04.27 | 東京   | 青葉賞           | GII     | 芝2400m（良） | 18    | 8     | 16    | 024.40（8人）   | 02着 | R2:26.8（34.4）     | -0.4 | 0村田一誠 | 56        | シンボリクリスエス     | 448         |
| 0000.05.26 | 東京   | 東京優駿         | GI      | 芝2400m（良） | 18    | 8     | 16    | 041.2（12人）   | 12着 | R2:27.5（36.5）     | -1.3 | 0村田一誠 | 57        | タニノギムレット       | 450         |
| 0000.09.15 | 新潟   | セントライト記念 | GII     | 芝2200m（良） | 17    | 4     | 8     | 010.30（5人）   | 12着 | R2:14.1（35.6）     | -1.2 | 0幸英明   | 56        | バランスオブゲーム     | 452         |
| 0000.10.20 | 京都   | 菊花賞           | GI      | 芝3000m（良） | 18    | 7     | 13    | 073.9（13人）   | 07着 | R3:06.7（35.7）     | -0.8 | 0幸英明   | 57        | ヒシミラクル           | 456         |
| 0000.12.07 | 中京   | 中日新聞杯       | GIII    | 芝1800m（良） | 14    | 8     | 16    | 005.60（3人）   | 02着 | R1:47.9（35.3）     | -0.0 | 0幸英明   | 54        | マイソールサウンド     | 456         |
| 2003.01.19 | 京都   | 日経新春杯       | GII     | 芝2400m（良） | 13    | 2     | 2     | 009.80（4人）   | 01着 | R2:25.8（34.3）     | -0.1 | 0四位洋文 | 54        | （コイントス）         | 462         |
| 2004.08.22 | 小倉   | 阿蘇S            | OP      | ダ1700m（良） | 11    | 8     | 11    | 016.50（6人）   | 09着 | R1:47.8（38.9）     | -2.2 | 0鮫島克也 | 57        | スターペスシンタ       | 480         |
| 0000.10.03 | 阪神   | シリウスS        | GIII    | ダ1400m（良） | 14    | 5     | 8     | 047.90（9人）   | 10着 | R1:24.2（36.0）     | -1.1 | 0石橋守   | 56        | アグネスウイング       | 464         |

## 引退後
競走馬引退後は、小倉競馬場で誘導馬を務め、2009年に引退し南九州市森林馬事公苑で乗馬となった。その後2011年6月24日に死亡している。

## 血統表
| バンブーユベントスの血統        | バンブーユベントスの血統                           | バンブーユベントスの血統      | （血統表の出典）              | （血統表の出典） |
| 父系                            | ロベルト系                                         | ロベルト系                    | ロベルト系                    |                  |
| 父 マヤノトップガン 1992 栗毛   | 父の父*ブライアンズタイム Brian's Time 1985 黒鹿毛 | Roberto                       | Hail to Reason                | Hail to Reason   |
| 父 マヤノトップガン 1992 栗毛   | 父の父*ブライアンズタイム Brian's Time 1985 黒鹿毛 | Roberto                       | Bramalea                      |                  |
| 父 マヤノトップガン 1992 栗毛   | 父の父*ブライアンズタイム Brian's Time 1985 黒鹿毛 | Kelley's Day                  | Graustark                     | Graustark        |
| 父 マヤノトップガン 1992 栗毛   | 父の父*ブライアンズタイム Brian's Time 1985 黒鹿毛 | Kelley's Day                  | Golden Trail                  |                  |
| 父 マヤノトップガン 1992 栗毛   | 父の母*アルプミープリーズ Alp Me Please 1981 栗毛  | Blushing Groom                | Red God                       | Red God          |
| 父 マヤノトップガン 1992 栗毛   | 父の母*アルプミープリーズ Alp Me Please 1981 栗毛  | Blushing Groom                | Runaway Bride                 |                  |
| 父 マヤノトップガン 1992 栗毛   | 父の母*アルプミープリーズ Alp Me Please 1981 栗毛  | Swiss                         | Vaguely Noble                 | Vaguely Noble    |
| 父 マヤノトップガン 1992 栗毛   | 父の母*アルプミープリーズ Alp Me Please 1981 栗毛  | Swiss                         | Gala Host                     |                  |
| 母 スプリングバンブー 1990 栗毛 | 母の父*ワッスルタッチ Wassl Touch 1983 鹿毛        | Northern Dancer               | Nearctic                      | Nearctic         |
| 母 スプリングバンブー 1990 栗毛 | 母の父*ワッスルタッチ Wassl Touch 1983 鹿毛        | Northern Dancer               | Natalma                       |                  |
| 母 スプリングバンブー 1990 栗毛 | 母の父*ワッスルタッチ Wassl Touch 1983 鹿毛        | Queen Sucree                  | Ribot                         | Ribot            |
| 母 スプリングバンブー 1990 栗毛 | 母の父*ワッスルタッチ Wassl Touch 1983 鹿毛        | Queen Sucree                  | Cosmah                        |                  |
| 母 スプリングバンブー 1990 栗毛 | 母の母サワーバンブー 1983 栗毛                     | *ジョンティオンブル           | No Mercy                      | No Mercy         |
| 母 スプリングバンブー 1990 栗毛 | 母の母サワーバンブー 1983 栗毛                     | *ジョンティオンブル           | Kirisana                      |                  |
| 母 スプリングバンブー 1990 栗毛 | 母の母サワーバンブー 1983 栗毛                     | オレンジニンバス              | ファストバンブー              | ファストバンブー |
| 母 スプリングバンブー 1990 栗毛 | 母の母サワーバンブー 1983 栗毛                     | オレンジニンバス              | ニンバスバンブー              |                  |
| 母系(F-No.)                     | 種正(GB)系(FN:5-h)                                 | 種正(GB)系(FN:5-h)            | 種正(GB)系(FN:5-h)            | [ § 2 ]          |
| 5代内の近親交配                 | Ribot：S5×M4 Almahmoud：M5×M5                      | Ribot：S5×M4 Almahmoud：M5×M5 | Ribot：S5×M4 Almahmoud：M5×M5 | [ § 3 ]          |
| 出典                            | 1. 2. 3.                                           | 1. 2. 3.                      | 1. 2. 3.                      | 1. 2. 3.         |

- 母スプリングバンブーは1995年小倉記念勝ち馬。
- 叔父に1999年愛知杯勝ち馬のバンブーマリアッチ。